# Wachau (Schiff, 2012)
Die Wachau ist ein Fahrgastschiff der Personenschifffahrt im Leipziger Neuseenland.

## Geschichte
Das Schiff wurde 2012 unter der Baunummer 201 auf der Lux-Werft in Mondorf gebaut. Es wurde für Ausflugsfahrten auf dem Markkleeberger See und dem Störmthaler See eingesetzt.

## Technische Daten und Ausstattung
Der Antrieb des Schiffes erfolgt durch zwei Deutz-Dieselmotoren mit jeweils 90 kW Leistung. Das Schiff ist mit zwei Schottel-SRP-50-Bugstrahlanlagen ausgestattet. Die Stromversorgung erfolgt durch ein Stromaggregat mit 30 kW.
Das Schiff ist für 130 Passagiere zugelassen. Das Schiff ist beheizbar und mit einer Klimaanlage ausgestattet. Die Toiletten sind auch mit einem Rollstuhl benutzbar.

## Besonderes
Im März 2021 wurden an den Böschungen des Verbindungskanals zwischen den beiden Seen und der Kanuparkschleuse durch Gutachter Schäden und Risse festgestellt. Als Sofortmaßnahme wurden Querbauwerke in den Kanal gebaut, wodurch er unpassierbar ist. Seither sind Rundfahrten zum Markkleeberger See nicht mehr möglich.